# جيرمين مارتينيلي
جيرمين مارتينيلي (بالفرنسية: Germaine Martinelli)‏ هي مدربة صوتي ومغنية أوبرا فرنسية، ولدت في 30 سبتمبر 1887 في الدائرة التاسعة في باريس في فرنسا، وتوفيت في 8 أبريل 1964 في باريس في فرنسا.